# Catedral de la Natividad de la Santísima Virgen María (Grand Island)
La Catedral de la Natividad de la Santísima Virgen María  (en inglés: Cathedral of the Nativity of the Blessed Virgin Mary) también conocida como la catedral de Santa María, es la iglesia catedral de la diócesis de Grand Island, situada en la ciudad de Grand Island, Nebraska, Estados Unidos. Fue incluida en el Registro Nacional de Lugares Históricos de Estados Unidos en 1982.
Después que llegó el ferrocarril al condado de Hall en 1868, se decidió que una iglesia debe ser construida. El ferrocarril de Union Pacific donó el terreno en Grand Island en 1869 y una iglesia, llamada Santa María, fue construida bajo la dirección del Rev. M. J. Ryan. El edificio, sin embargo, fue destruido por una tormenta de viento antes de su dedicación. Un segundo intento de construir una iglesia en 1873 fue detenido debido a una depresión económica. Un tercer intento se inició el 17 de febrero de 1877. La primera piedra fue colocada el 7 de mayo; El edificio fue terminado en julio, y la nueva iglesia fue dedicada en septiembre de 1877.
El 8 de marzo de 1912, el Papa Pío X divide la Diócesis de Omaha en dos partes, con el establecimiento de la Diócesis de Kearney en el oeste de Nebraska. Cuatro años después, el Papa Benedicto XV añadió cuatro condados adicionales a la nueva diócesis. En 1917, la ciudad sede se trasladó de Kearney a Grand Island, y la diócesis fue renombrada en consecuencia.
Una nueva catedral fue diseñada por Brinkman & Hagan y fue modelado sobre la base de la Sainte-Chapelle de París.  El cardenal Patrick Hayes de Nueva York consagró la nueva catedral, el 5 de julio de 1928.

## Véase también

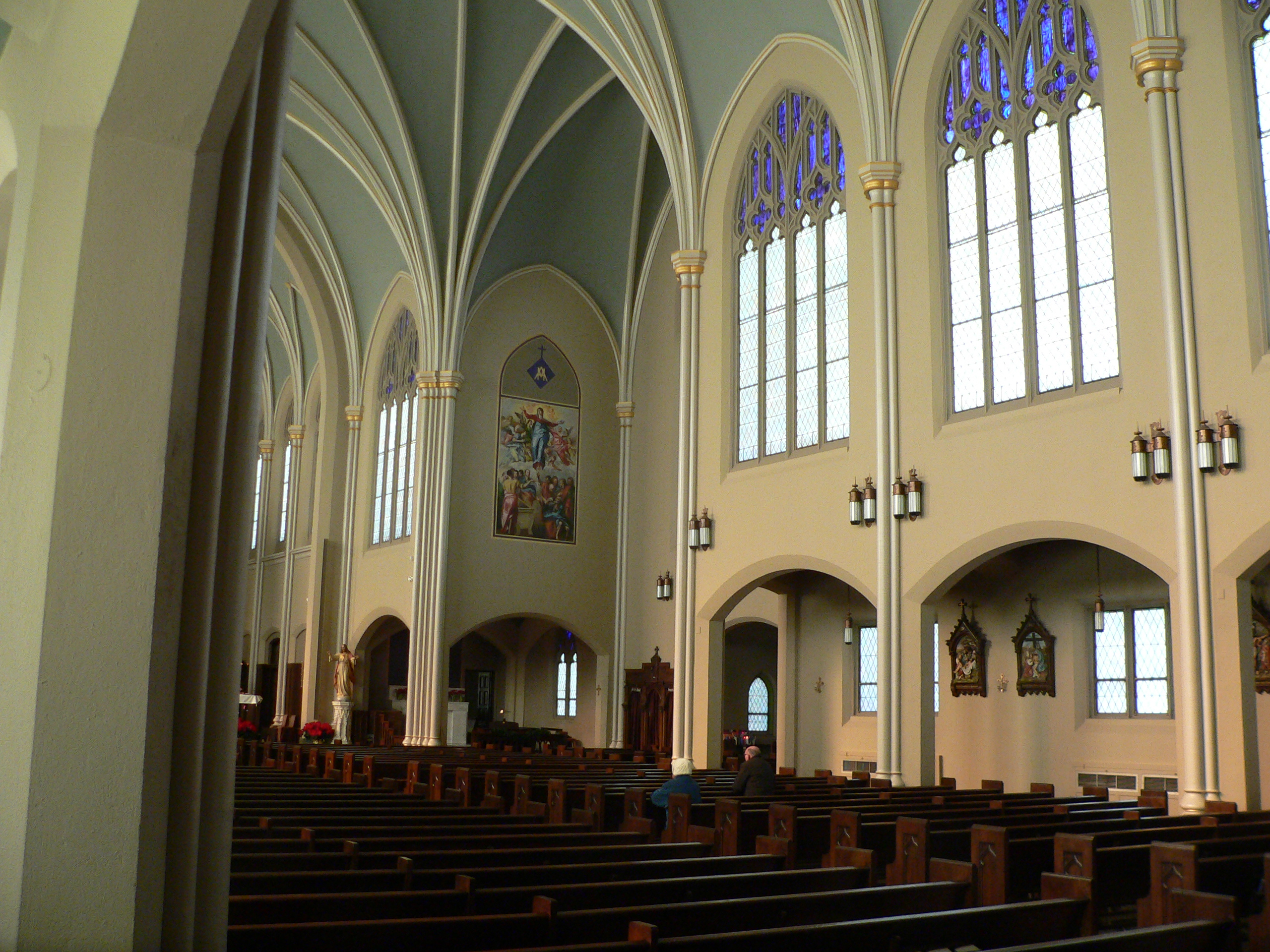
Vista interna